# Schloßberg Weisdin
Schloßberg Weisdin este o arie protejată (arie specială de conservare — SAC, sit de importanță comunitară — SCI) din Germania întinsă pe o suprafață de 27 ha, integral pe uscat.

## Localizare
Centrul sitului Schloßberg Weisdin este situat la coordonatele 53°23′52″N 13°06′54″E / 53.3978°N 13.115°E.

## Înființare
Situl Schloßberg Weisdin a fost declarat sit de importanță comunitară în aprilie 2004 pentru a proteja 2 specii de animale. Situl a fost protejat și ca arie specială de conservare în august 2016.

## Biodiversitate
Situată în ecoregiunea continentală, aria protejată conține 2 habitate naturale: Lacuri eutrofice naturale cu vegetație de tip Magnopotamion sau Hydrocharition, Păduri de fag Asperulo-Fagetum.
La baza desemnării sitului se află mai multe specii protejate de  nevertebrate (2): rădașcă (Lucanus cervus), Osmoderma eremita